# BGM-109 Tomahawk
Il BGM-109 Tomahawk è un missile da crociera subsonico a lungo raggio, con capacità ognitempo, realizzato in numerose versioni.

## Progetto e sviluppo
L'US Navy iniziò a considerare lo sviluppo di missili cruise imbarcati nel 1972, prevedendo di impiegare missili subsonici che avrebbero volato a bassissima quota per sfuggire all'intercettazione dei radar. Ciò non costituiva certamente una novità, perché negli anni '50 e '60 fu già impiegato il missile RGM-6 Regulus, ma stavolta si intendeva realizzare un programma strategico su vasta scala e molto più ambizioso. In realtà il programma nasceva dalla volontà di aggirare le restrizioni del trattato sulle armi nucleari SALT I che imponeva un numero limitato di missili balistici sui sottomarini, ma non prevedeva restrizioni per i missili cruise. 

Uno dei primi disegni del BGM-109 Tomahawk progettato dalla General Dynamics.

Inizialmente furono presi in considerazione due progetti distinti, ma nel giugno 1972 la scelta definitiva cadde sul modello più piccolo. Nel 1974 diverse aziende presentarono le loro proposte, e a febbraio venne selezionata General Dynamics per sviluppare il progetto. Nel 1977 il programma dell'US Navy conflui nel Joint Cruise Missiles Project (JCMP) unendosi all'US Air Force nella realizzazione di un missile da crociera in comune. Nel 1980 un BGM-109A della produzione in serie fu lanciato da una nave con successo, e nel 1983 fu dichiarato operativo.
Dal 1992 al 1994 la produzione dei Tomahawk fu affidata a McDonnell Douglas, e nel 1994 subentrò Hughes Aircraft che aveva comprato la divisione missili. Poi Hughes Aircraft realizzò una joint venture con Raytheon nel 1995, e nel 1997 l'azienda venne acquistata a sua volta da quest'ultima.

## Dispiegamento
Schierato in Europa occidentale come arma nucleare nel numero di 464 esemplari, in seguito a un accordo dei Paesi della NATO del 1979 (la cosiddetta "doppia decisione"), fu armato poi, grazie alla precisione del sistema TERCOM, anche con testate convenzionali. Nel frattempo la versione terrestre dell'US Army fu tolta dal servizio in virtù del trattato INF sugli Euromissili. Una base che doveva ospitare i lanciatori mobili dei cruise era quella di Comiso, scelta che causò polemiche in Italia. In tale base, il BGM-109 e il Pershing II sarebbero stati la risposta alla minaccia degli SS-20. Il lanciatore della versione terrestre era un camion MAN Cat I AI 8x8. Dopo il ritiro degli Euromissili, rimase la versione navale, con testate convenzionali, ampiamente usata dagli USA a partire dagli anni '90. Ci sono diverse versioni del Tomahawk: il TLAM-C, missile d'attacco terrestre con testata convenzionale, il TLAM-N, missile d'attacco terrestre dotato di testata nucleare, il TLAM-D, missile d'attacco terrestre armato con submunizioni, e il TASM, missile antinave.

## Funzionamento
Dopo il lancio effettuato mediante un razzo booster, sui lati del Tomahawk si aprono delle alette. Nel giro di pochi secondi il razzo si spegne ed entra in funzione la turboventola del missile. Mentre il Tomahawk sfreccia a circa ottocento chilometri all'ora, il suo sistema di guida lo dirige sul bersaglio con l'ausilio di un radar-altimetro. Seguendo una traiettoria computerizzata, raggiunge rapidamente il suo primo punto di navigazione (waypoint), normalmente una collina, un edificio o qualche altra struttura fissa. Da qui il TERCOM di bordo lo dirige da un punto all'altro, spesso con strettissime virate, brusche impennate e vertiginose picchiate.

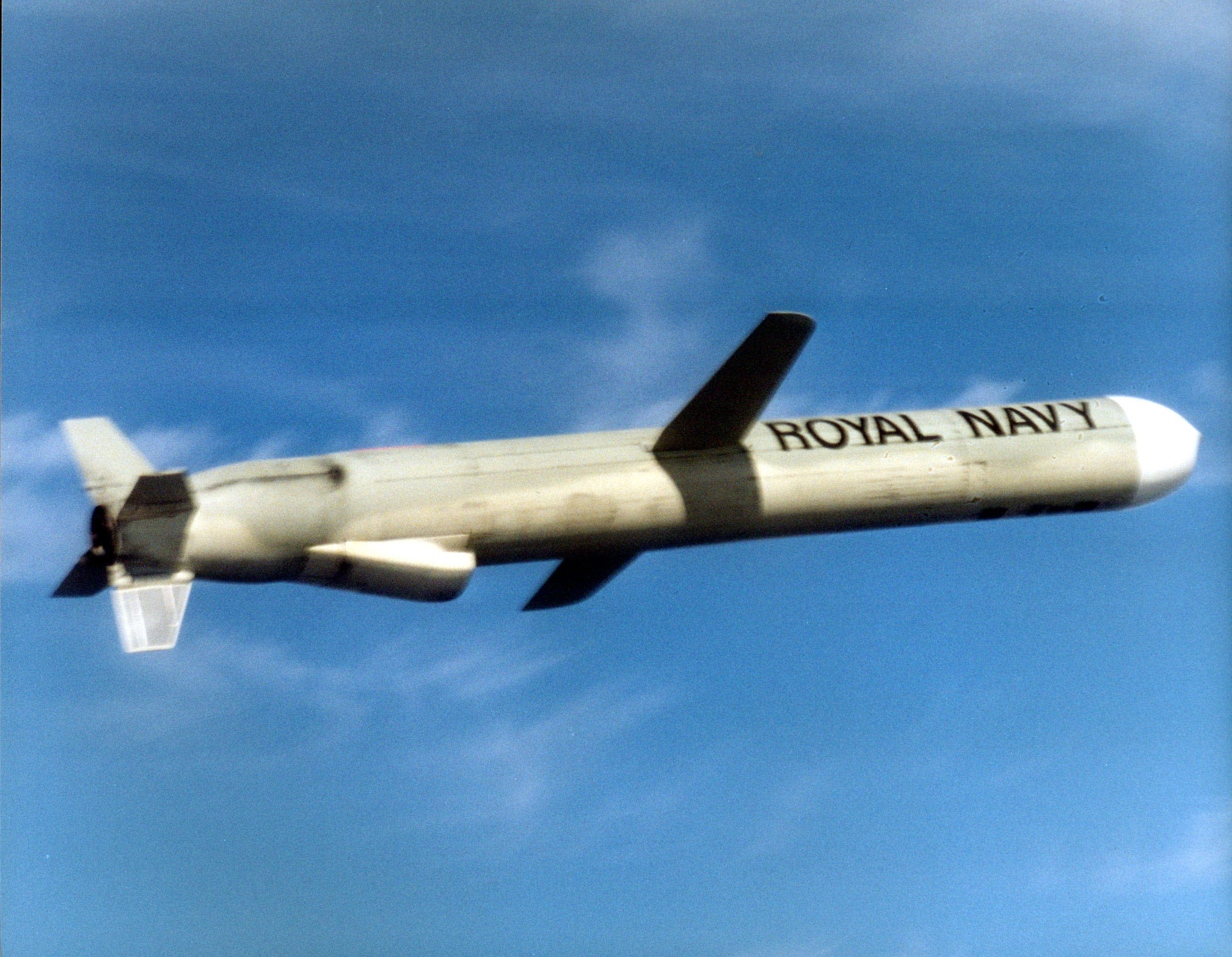
Un missile Tomahawk della Royal Navy in volo.

La rotta viene costantemente confermata dal sistema elettro-ottico Digital Scene Matching Area Correlator (DSMAC), una piccola telecamera che confronta le immagini riprese con quelle immagazzinate nella memoria del DSMAC. Se viene ravvisata qualche discrepanza fra i dati in memoria e le riprese della telecamera, il DSMAC determina velocemente se il resto dell'immagine è corretta. In questo caso il missile prosegue, altrimenti invia un messaggio alla base che può decidere se far proseguire il missile o farlo autodistruggere. I dati del TERCOM provengono dalla Defense Mapping Agency, l'agenzia cartografica della Difesa, e sono poi comunicati a un centro di pianificazione delle missioni. Da qui vengono inviati via satellite al luogo del lancio. Quando la zona del bersaglio non è stata mappata in precedenza, vengono utilizzate riprese satellitari.

## Caratteristiche tecniche
Il missile BGM-109 Tomahawk ha una lunghezza (escluso il booster) di 5,56 metri, un'apertura alare di 2,67 metri, e un diametro di 52 cm. Il peso è di 1.300 kg, che arriva a circa 1.600 kg con il booster. Ha due ali retrattili e in coda delle piccole alette che hanno la funzione di timoni direzionali (sono 3 nella versione RGM-109E e nelle successive, e 4 nelle versioni precedenti). Il design è caratterizzato da una grossa presa d'aria nella parte inferiore posteriore (rimossa a partire dalla versione RGM-109E).

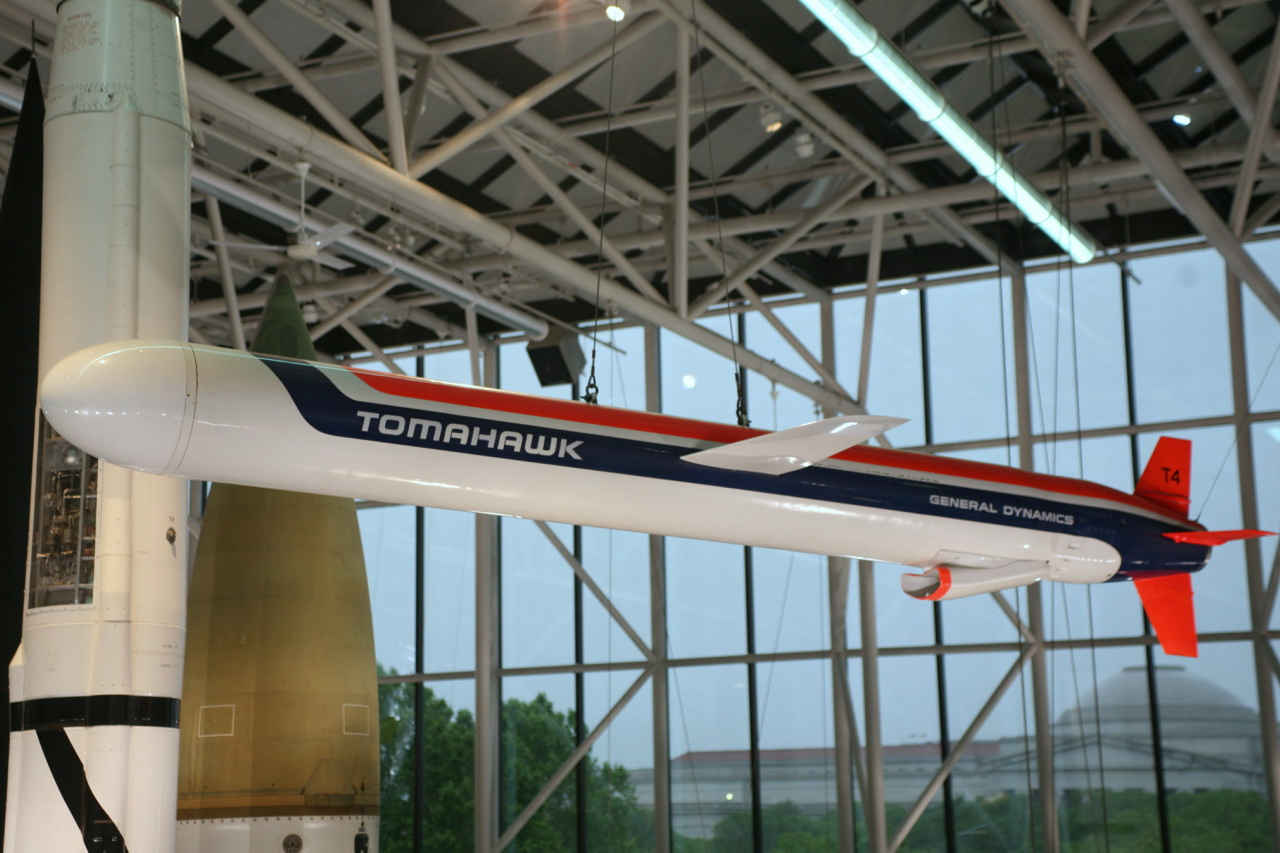
Uno dei primi esemplari di BGM-109 esposto in un museo.

Utilizza un motore turbofan Williams F107-WR-400 nelle prime versioni (dalla BGM-109A fino all'RGM-109C/D Block II), un più moderno e prestante Williams F107-WR-402 (versioni RGM-109C/D Block III), e infine un Williams F415-WR-400/402 nelle successive versioni (a partire dall'RGM-109E Block IV).
La versione aviolanciata non ha bisogno di booster, mentre ne fanno utilizzo le versioni imbarcate sulle navi e i sottomarini, e i lanciatori terrestri. Il booster montato in coda, durante la prima fase di lancio, è un razzo a combustibile solido, Atlantic Research Corporation (ARC)  Mk 106 nelle prime versioni, sostituito da un più moderno ARC Mk 135 nelle versioni più recenti come l'RGM-109E Block IV. Questo booster è lungo 69 cm, ha un diametro di 52 cm, e un peso di circa 270 kg. 
La lunghezza totale del missile BGM-109 con il booster è quindi di 6,25 metri.

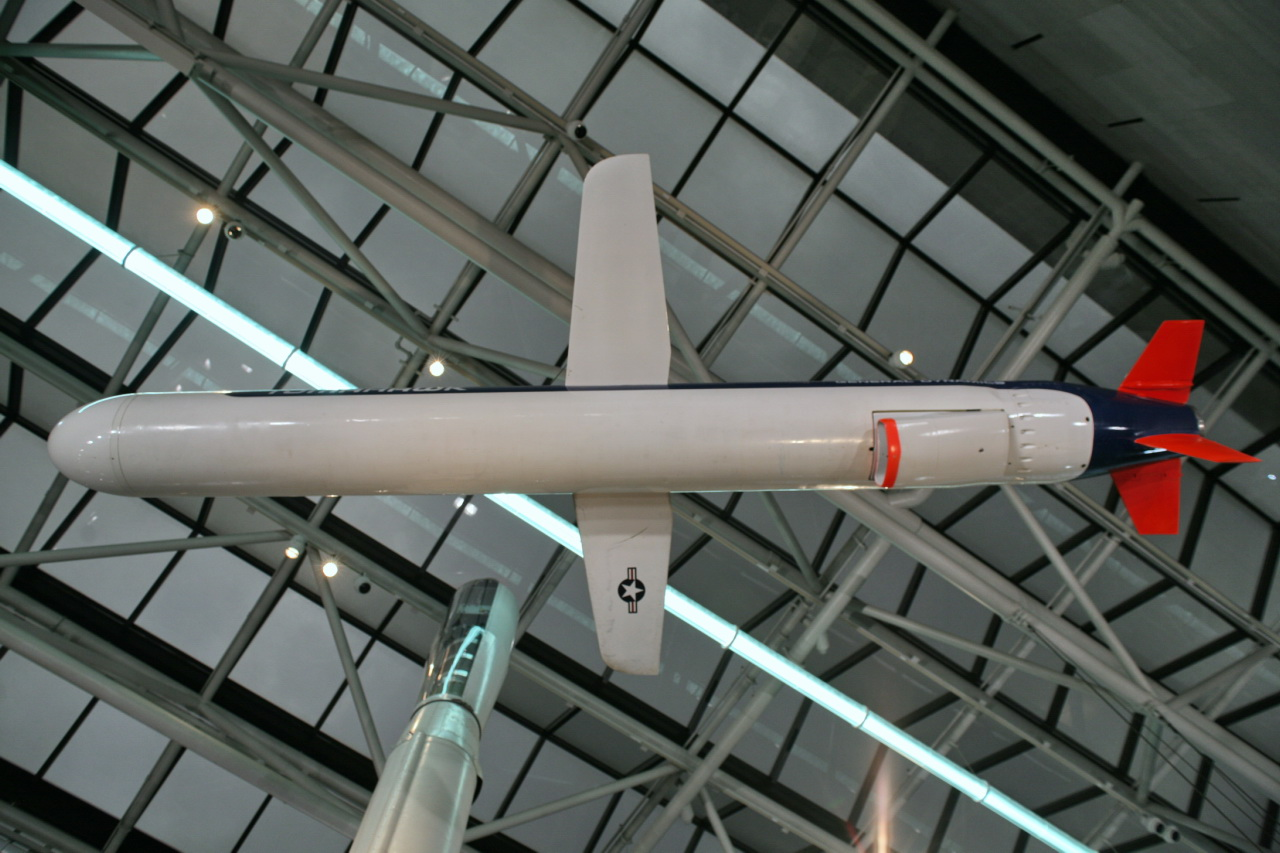
La parte inferiore di un missile BGM-109 vista dal basso.

Il sistema di guida utilizza il sistema TERCOM (Terrain Contour Matching) che impiega un radar altimetrico combinato con un elaboratore elettronico che calcola la posizione attraverso i dati forniti e il confronto con le mappe registrate in memoria. Al TERCOM si aggiunge anche un sistema di navigazione inerziale (INS) che può fornire ulteriore supporto per seguire la rotta.
Le versioni più recenti, a partire dall'RGM-109C Block II e Block III, e compresa anche l'RGM-109E Block IV, hanno introdotto ulteriori innovazioni al sistema di guida, in particolare il DSMAC (Digital Scene Matching Area Correlator) che impiega diverse fonti, come la posizione satellitare GPS e la telecamera montata sul missile, per rielaborare i dati con il computer e tracciare la rotta.

## Varianti
Le varianti del missile sono numerose, e le principali possono essere elencate così di seguito:
- BGM-109A Tomahawk Land Attack Missile – Nuclear (TLAM-N) – versione con testata nucleare W80. Ritirata dal servizio nel 2010. Aveva un raggio d'azione di 2.500 km.

- RGM/UGM-109B Tomahawk Anti-Ship Missile (TASM) – versione antinave con guida radar attiva. Ritirata dal servizio nel 1994.

- BGM-109C Tomahawk Land Attack Missile – Conventional (TLAM-C) – versione da attacco con testata convenzionale.

- BGM-109D Tomahawk Land Attack Missile – Dispenser (TLAM-D) – versione con dispenser di submunizioni BLU-97/B.

- RGM/UGM-109E Tomahawk Land Attack Missile (TLAM-E Block IV) – versione potenziata del TLAM-C (BGM-109C). Anche chiamata Tactical Tomahawk.

- BGM-109G Gryphon Ground Launched Cruise Missile (GLCM) – versione con testata nucleare W84. Ritirata dal servizio nel 1991.

- AGM-109H/L Medium Range Air-to-Surface Missile (MRASM) – versione a corto raggio, aviolanciata, propulsa da un turbogetto e con testata convenzionale.

## Utilizzatori
- Australia
- Paesi Bassi
- Regno Unito
- Stati Uniti